# Белоклювый ворон
Белоклю́вый во́рон (лат. Corvus woodfordi) — вид птиц из рода во́ронов, распространённый на Соломоновых островах.

## Описание
Белоклювый ворон — небольшая коренастая лесная птица (40—41 см в длину) с коротким хвостом, по форме близким квадрату. Голова сравнительно большая. Клюв очень характерный — цвета слоновой кости и тёмный на конце; мощный, высоко посаженный, закругляется к острому кончику. Щетинистые перья находятся у основания клюва. Оперение блестящее, чёрного цвета с фиолетовым блеском, на голове обладает зелено-фиолетовым отливом. Ноги чёрные. Радужка глаз серо-белая.
Близким родственником белоклювого ворона считается гигантский ворон (Corvus fuscicapillus), однако внешне они отличны друг от друга размерами и цветом оперения.
Кормится небольшими семейными группами на деревьях, питается различными насекомыми и фруктами.
Обитает под пологом леса, в полете держится ближе к кронам деревьев.
Полёт «дрожащий», с быстрыми короткими взмахами крыльев, которые птица держит несколько ниже тела.
Отсутствие информации о поведении в период гнездования — проблема всех лесных видов ворон.

## Среда обитания и распространение
Этот вид обитает на островах Шуазёль, Санта-Исабель и Гуадалканал из архипелага Соломоновы острова.

## Голос
Голос белоклювого ворона напоминает звук, издаваемый австралийским вороном (Corvus orru), но выше по тону и быстрее, с отзвуком «ао-ао-ао».